# Живот докрай
„Живот докрай“ е български телевизионен филм от 2000 година на режисьорите Пламен Масларов, по сценарий на Георги Борисов и Пламен Масларов. Оператор е Мирчо Борисов, а музиката е на Сташия Мюлер. Художник на филма е Иван Адреев, а редактор Сташия Мюлер.
По едноименния разказ на Илия Волен.
Екранизации по разкази на български писатели. Втора серия от поредицата „Слово за ползата от четенето“ .

## Сюжет
Търсенето на истината за смисъла на човешкия живот чрез разказа на свещеник, който по време на Първата световна война е служил в артилерийска част. До селото, където е била разположена неговата част, се спуска парашутист. Генералът заповядва да претърсят района и да го намерят. Парашутистът се бори с мрака и страха, но сънят надделява. Арестуват го. Свещеникът провежда разговор с арестанта. Впечатлява го жизнената сила на обречения на смърт и неговата вътрешна неудовлетвореност от загиването на втория неосъществен човек у него - този, който отчайващо иска да живее. Сутринта, когато изгрява слънцето и всичко се пробужда, парашутистът умира с отворени очи към живота....

## Актьорски състав
| Роля | Изпълнител        |
| ---- | ----------------- |
|      | Руслан Купенов    |
|      | Илко Петров       |
|      | Юлия Георгиева    |
|      | Димитър Борисов   |
|      | Констатин Джидров |